# Штучні опади
Шту́чні о́пади — опади, що випадають в результаті технічних заходів, що порушують стійкість хмар, тобто переводять їх із стану колоїдально-стійких до колоїдально-нестійких. Існує велика кількість дослідних та практичних експериментів із створення штучних опадів.
Наприклад, під час таких експериментів над переохолодженою крапельною хмарою з літака розпорушують частинки вуглекислоти в твердій фазі («сухий лід»), що мають власну температуру близько —70 °С. Завдяки цьому утворюється велика кількість кристалів криги, що слугують ядрами конденсації, на яких утворюються великі сніжинки. За літаком утворюється широка прогалина серед хмар. Штучні снігопади бувають досить сильними. Штучно осадити можливо лише вологу в хмарах, підсилити процес конденсації справа більш енергомістка. Для створення штучних опадів використовуються, зокрема, йодид срібла.